# Charles Herbert Shaw
Charles Herbert Shaw, noto anche con lo pseudonimo di Bant Singer (South Melbourne, 10 agosto 1900 – Sydney, 1º agosto 1955), è stato uno scrittore, giornalista e sceneggiatore australiano.

## Biografia
Charles Herbert Shaw nacque a South Melbourne, sobborgo di Melbourne, città dello Stato di Victoria nel sud-est dell'Australia. Durante la grande depressione si dedicò a diversi lavori nelle zone rurali, infine, dato il suo interesse per la scrittura, iniziò a lavorare per un giornale di Forbes nel Nuovo Galles del Sud.
Il 18 gennaio 1932 presso la Chiesa Presbiteriana di Auburn, Shaw sposò Phoebe Matilda (detta Maxie) McLachlan, insegnante.
Shaw pubblicò diverse storie per The Bulletin, quindi fu assunto dalla rivista come rural editor.
Durante gli anni quaranta Shaw scrisse due antologie di racconti ambientati nell'"Outback" australiano:Outback Occupations del 1943 e A Sheaf of Shorts (1944), e successivamente un volume di versi, The Warrumbungle Mare (1943). Nello stesso periodo, nell'ambito della letteratura poliziesca, Shaw pubblicò due romanzi: The Green Token (1943) e Treasure of the Hills (1944).
Shaw scrisse anche una serie di quattro polizieschi con Dennis Delaney come protagonista, utilizzando lo pseudonimo "Bant Singer", nome preso dalla sua automobile preferita, la Singer Bantam.
Lo scrittore morì a Sydney il 1º agosto 1955 per emorragia cerebrale.

## Opere

### Romanzi a firma Bant Singer
- You're Wrong, Delaney, 1953
- Don't Slip, Deleney, 1954
  - Vacci piano, Delaney!, Il Giallo Mondadori n. 349, 1955
  - Vacci piano, Delaney!, I Classici del Giallo Mondadori n. 72, 1969
- Have Patience, Delaney, 1954
  - Delaney, abbi pazienza, Il Giallo Mondadori n. 313, 1955
- Your Move, Delaney, 1956
  - Quante grane, Delaney!, Il Giallo Mondadori n. 519, 1959

### Altri romanzi
- The Green Token, 1943
- Treasure of the Hills, 1944